# Alectroenas madagascariensis
La paloma azul malgache (Alectroenas madagascariensis) es una especie de ave columbiforme de la familia Columbidae.

## Distribución geográfica
Es endémica de las selvas de Madagascar.

## Estado de conservación
Está amenazada por la pérdida de hábitat.